# Marcgravia panamensis
Marcgravia panamensis är en tvåhjärtbladig växtart som beskrevs av S. Dressler. Marcgravia panamensis ingår i släktet Marcgravia och familjen Marcgraviaceae. Inga underarter finns listade i Catalogue of Life.